# مولسیدومین
مولسیدومین (به انگلیسی: Molsidomine) با فرمول شیمیایی C9H14N4O4 یک ترکیب شیمیایی با شناسه پاب‌کم 5353788 است. که جرم مولی آن ۲۴۲٫۲۳ گرم بر مول می‌باشد. 